# Wroughtonia pterolophiae
Wroughtonia pterolophiae är en stekelart som beskrevs av Chou och Hsu 1998. Wroughtonia pterolophiae ingår i släktet Wroughtonia och familjen bracksteklar. Inga underarter finns listade i Catalogue of Life.